# Саута, Луиз
Луи́з Са́ута (англ. Louise Soutar) — шотландская кёрлингистка.
В составе смешанной парной сборной Шотландии участник чемпионата мира 2011. Чемпион Шотландии среди смешанных пар, серебряный призёр чемпионата Шотландии среди смешанных команд.
В «классическом» кёрлинге (команда из четырёх человек одного пола) в основном играет на позиции третьего.

## Достижения
- Чемпионат Шотландии по кёрлингу среди смешанных пар: золото (2010).
- Чемпионат Шотландии по кёрлингу среди смешанных команд: серебро (2005).

## Команды
| Сезон                                               | Четвёртый      | Третий        | Второй            | Первый       | Запасной | Турниры                          |
| --------------------------------------------------- | -------------- | ------------- | ----------------- | ------------ | -------- | -------------------------------- |
| 2005—06                                             | Jill Donald    | Луиз Саута    | Kirsty Johnston   | Fiona Steele |          | ЧШЖ 2006 (7 место)               |
| 2010—11                                             | Gillian Howard | Луиз Саута    | Джудит Макфарлейн | Fiona Steele |          | ЧШЖ 2011 (7 место)               |
| Кёрлинг среди смешанных команд (mixed curling)      |                |               |                   |              |          |                                  |
| 2010—11                                             | Bill Thomson   | Jill Donald   | Hugh Thomson      | Луиз Саута   |          | ЧШСК 2005                        |
| Кёрлинг среди смешанных пар (mixed doubles curling) |                |               |                   |              |          |                                  |
| 2010—11                                             | Луиз Саута     | Пол Стивенсон |                   |              |          | ЧШСП 2010 · ЧМСП 2011 (17 место) |

(скипы выделены полужирным шрифтом)

## Частная жизнь
Представитель семьи кёрлингистов: её дочь Калли Саута (англ. Callie Soutar) в возрасте 15 лет в составе команды Великобритании стала чемпионом зимних юношеских Олимпийских игр 2024 в турнире смешанных пар.